# Takeo Miki
Takeo Miki (三木 武夫?, Miki Takeo; Awa, 17 marzo 1907 – Tokyo, 4 novembre 1988) è stato un politico giapponese, primo ministro del Giappone dal 9 dicembre 1974 al 24 dicembre 1976.